# Втрати Су-27 ВПС України з 2022
У статті наведено дані про втрати Су-27 з моменту введення воєнного стану. На початок війни в складі двох бригад перебувало близько 40 літаків різних модифікацій типу Сухий.[джерело?]В той же час американські агентства повідомляли, що станом на 2021 рік в Повітряному флоті перебувало близько 34 літаків.
Базуються в складі 831 (полковник Олександр Мостовий) в складі двох ескадр і 39 бригад (під питанням).[джерело?]

## Бойові втрати
| №   | Дата            | Бортовий номер | Пілот                                                 | Бригада  | Місце                  | Обставини        |
| --- | --------------- | -------------- | ----------------------------------------------------- | -------- | ---------------------- | ---------------- |
| 1.  | 24 лютого 2024  | Синій 37       | Вагоровський Едуард — підполковник                    | 39 БрТА  | Житомирська область    | Збитий у повітрі |
| 2.  | 25 лютого 2024  | Синій 100      | Оксанченко Олександр — полковник,                     | 831 БрТА | Київ                   | Збитий у повітрі |
| 3.  | 28 лютого 2022  | Синій 11       | Чобану Степан — майор                                 | 831 БрТА | Кіровоградська область | Збитий у повітрі |
| 4.  | 5 червня 2022   | Синій 38       | Фішер Дмитро — підполковник, командир ескадрильї      | 831 БрТА | Запорізька область     | Збитий у повітрі |
| 5.  | 21 серпня 2022  | Синій 26       | Бабич Павло — підполковник, командир ескадрильї       | 39 БрТА  | Харківська область     | Збитий у повітрі |
| 6.  | 10 жовтня 2022  | Синій 58       | Шупік Олег — полковник                                | 39 БрТА  | Полтавська область     | Збитий у повітрі |
| 7.  | 28 березня 2023 | Синій 30       | Кирилюк Денис — майор, заступник командира ескадрильї | 831 БрТА | чернігівська область   | Збитий у повітрі |
| 8.  | 22 грудня 2023  | Синій 24       | Романенко Станіслав — майор                           | 39 БрТА  | Житомирська область    | Збитий у повітрі |
| 9.  | 17 травня 2024  | н/д            | Василюк Денис — підполковник, заступник командира     | 831 БрТА | Харківська область     | Збитий у повітрі |
| 10. | 24 лютого 2022  | Синій 21       | Коломієць Дмитро — майор                              | 39 БрТА  | Хмельницька область    | Збитий у повітрі |

## Втрати на землі
| №  | Дата            | Бортовий номер | Бригада  | Місце                               |
| -- | --------------- | -------------- | -------- | ----------------------------------- |
| 1. | 6 березня 2022  | 26             | 39 БрТА  | Канатове                            |
| 2. | 6 березня 2022  | 46             | 39 БрТА  | Канатове                            |
| 3. | 6 березня 2022  | 48             | 39 БрТА  |                                     |
| 4. | 10 березня 2022 | н/д            | невідомо |                                     |
| 5. | 24 липня 2022   |                |          | Кіровоград                          |
| 6. | 24 липня 2022   |                |          | Кіровоград                          |
| 7. | 10 червня 2024  |                | 831 БрТА | Миргород                            |
| 8. | 1 липня 2024    | н/д            | 831 БрТА | Миргород                            |
| 9. | 1 липня 2024    | н/д            | 831 БрТА | Миргород                            |
|    | 12 серпня 2024  |                | 831 БрТА | Миргород                            |
|    | 1 липня 2024    |                | 831 БрТА | Миргород Стан відновлення невідомий |
|    | 1 липня 2024    |                | 831 БрТА | Мирогород, Відновлення невідоме     |
|    | 1 липня 2024    |                | 831 БрТА | Миргород, Відновлення невідоме      |
|    | 1 липня 2024    |                | 831 БрТА | Миргород, Відновлення невідоме      |

6 березня 2022 року внаслідок удару по базі канатово три Су-27 зазнали пошкодження бортові номери 26, 46, 48 належали до Житомирської бригади.
24 липня 2022 року ще три літаки Су-27 були знищені на базі в Кіровоградській області.[джерело?]
10 червня 2024 року Су-27 на базі в Мирнограді.[джерело?]
1 липня 2024 два Су-27.[джерело?] ще чотири невідомий стан чи підлягають ремонту